# Альтенбург, Валентин
Валентин Альтенбург (нем. Valentin Altenburg; род. 4 июня 1981, Гамбург) — немецкий тренер по хоккею на траве. Главный тренер женской сборной Германии по хоккею на траве. Бронзовый призёр летних Олимпийских игр в Рио-де-Жанейро как тренер.

## Биография
Валентин Альтенбург родился 4 июня 1981 года в западногерманском городе Гамбург.
Возглавлял юношеские и молодёжную сборную Германии по хоккею на траве.
В 2013 году был ассистентом главного тренера женской сборной Германии на чемпионате Европы в Боме, где немки завоевали золотые медали.
В ноябре 2015 года возглавил мужскую сборную Германии, сменив на посту главного тренера Маркуса Вайзе. Альтенбург стал самым молодым тренером в истории главных сборных Германии по хоккею на траве. Первым турниром в должности для него стал финал Мировой лиги в Райпуре, где немцы заняли 7-е место.
В 2016 году с мужской сборной Германии завоевал бронзовые медали на летних Олимпийских играх в Рио-де-Жанейро.
1 января 2022 года стал главным тренером женской сборной Германии.

## Семья
Жена — Лиза Альтенбург (до замужества — Хан; род. 1989), немецкая хоккеистка на траве. Бронзовый призёр летних Олимпийских игр 2016 года, участница летних Олимпийских игр 2012 и 2020 годов.